# For You (My-Dying-Bride-Lied)
For You ist ein Lied der Gothic-Metal-Band My Dying Bride, das die Band 1996 veröffentlichte. Es erschien in der Hochphase des Genres und avancierte in gekürzter Version zu einem Clubhit.

## Hintergrund und Veröffentlichungen
For You entstand als Teil des Albums Like Gods of the Sun. Zum Schreib- und Aufnahmeprozess bestand My Dying Bride in der gleichen Besetzung wie zu jenem von The Angel and the Dark River. Die Band hatte mit den vorherigen Alben internationalen Erfolg erreicht und war um einen Anschluss bemüht. Mit dem Erfolg der Alben Turn Loose the Swans und The Angel and the Dark River bis hin zur Videorotation von Your River und The Cry of Mankind sowie gemeinsamen Auftritten mit Paradise Lost galt My Dying Bride als Institution des Gothic Metal. In dieser Situation begann die Band im Jahr 1996 mit der Arbeit an einem Nachfolgealbum zu The Angel and the Dark River. Der Gitarrist Calvin Robertshaw beschrieb die Situation der Band allerdings als angespannt und sprach von Wut im sozialen Gefüge und einer gemeinsamen Schreibblockade. Es sei ein Kampf gewesen, Material und Ideen an die Oberfläche zu bringen. Nach einem schwerfälligen Prozess von drei Monaten war erstes Songmaterial entstanden mit dem die Gruppe unzufrieden war. Alsdann kam es zu einem Zusammenkommen der Band dass die Kreativität wieder belebte. Innerhalb von vier Wochen entstand das gesamte Album.
Das Label Peaceville Records ließ der Band indes freie Hand zur Ausgestalten und Entwicklung des Albums. Die Musiker beschlossen sich gegen einen aktuellen Trend zu wenden und entschieden die Gitarrenspuren in den Vordergrund der Aufnahmen zu stellen. Entsprechend vollzog sich die Entwicklung der Band fort von den psychedelischen Experimenten des Vorgängers zu einer Veröffentlichung mit geradlinigeren Songstrukturen. Das Stück wurde als Teil des Albums Like Gods of the Sun im Oktober 1996 über Peaceville Records veröffentlicht und gilt als Aushängeschild sowie als einer der bekanntesten, eingängigsten und geradlinigsten Stücke der Band insgesamt. Als Stück das sowohl das Wesen der Band in dieser Phase verkörperte wie auch das eingängigste des Albums darstellte wurde ein Video zu For You gedreht und von den Musikfernsehsendern in die Rotation aufgenommen.
In Rezensionen des Albums wurde For You als schön, einprägsam, herzzerreißend und aufrichtig und in seiner Art einzigartig gelobt. Das Stück wurde indes auch Rückblickend als eines der besten des Albums gelobt. Es sei einer der Titel auf Like Gods of the Sun denen es gelänge an der hohen Qualität der vorausgegangenen Alben anzuknüpfen.

## Musik und Text
For You ist ein Gothic-Metal-Stück mit einprägsamer und zugänglichen Melodieführung. Die Komposition ist in Cis-Moll im 3/4-Takt mit einem Tempo von 91 BpM. Das Stück gilt als besonders emotional und energiegeladen. Die Band nutzt „tiefe und ultra-heavy Gitarrenakkorde“. Der Klang der tief gestimmten Gitarren wurde in den Vordergrund gemischt  und die Musik insgesamt weniger experimentell gestaltet um „die pure Härte in den Vordergrund“ zu stellen. Das Stück nutzt derweil eine Dynamik die als „Hell-Dunkel-Dichotomie“, die zwischen strengem mittleren Tempo und zartem jedoch eindringlichen Kriechen wechselt, wahrgenommen wurde.  Die Melodie und Dynamik von For You wird dabei von einem zentralen „sehr schweren Riff“ getragen, das sich altmodischem Heavy Metal annähert. Die für My Dying Bride in dieser Zeit typische Violine fungiert als Begleiter und gibt dem Stück eine „eisige Atmosphäre“.
Entgegen den kryptischen Texten vorheriger Veröffentlichungen ist der zu For You direkter und klarer formuliert. Der Text wurde als düster erotischer Hit beschrieben. In der ersten Strophe wird eine Liebeserklärung und Bewunderung für die Schönheit einer namenlosen angesprochenen Person formuliert. Die zwei darauf folgenden Strophen sind metaphorische Beschreibungen des sexuellen Aktes als ersehntes Ereignis. In der finalen Strophe wird die eigene Wunschlosigkeit aufgrund der Zweisamkeit beschrieben.

„All I ever wanted

I have, I need never wish again

You are heaven sent.“

„Alles was ich je wollte

habe ich, ich werde keine Wünsche mehr benötigen

Du wurdest vom Himmel geschickt.“